# Kýrův válec
Kýrův válec, někdy též Kýrův edikt, je babylonský dokument z 6. století př. n. l. objevený v babylonských ruinách v roce 1879, v současnosti vystavený v Britském muzeu. Jedná se o hliněný válec rozpadlý na několik kusů, na němž je napsána deklarace akkadským klínovým písmem. Text je psán jménem achameinovského perského krále Kýra II. Velikého.
Válec byl vytvořen po perském dobytí Babylonu v roce 539 př. n. l., kdy perská armáda pod Kýrovým velením dobyla Novobabylonskou říši a začlenila ji pod Perskou říši. Babylonský král Nabonid byl poražen v bitvě a svržen Kýrem, který jej nahradil v čele Babylonie. Text ediktu připomíná perské vítězství a chválí Kýrovy královské ctnosti a obsahuje výčet jeho rodokmenu, podle níž je králem z královského rodu, oproti Nabonidovi, pocházejícímu z méně urozeného prostředí. Svržený král je popsán jako bezbožný utlačovatel babylonského lidu. Podle textu byl vítězný Kýros zvolen vládcem Babylonie bohem Mardukem, aby obnovil mír a řád pro Babyloňany. Dále uvádí, že byl Kýros přivítán lidem Babylonu jako nový vládce, a že vešel do města v míru. Žádá Marduka, aby ochraňoval Kýra a pomáhal mu, stejně jako jeho synovi Kambýsovi. Vyzdvihuje Kýrovo úsilí jakožto dobrodince občanů Babylonie, který zlepšuje jejich životy, repatriuje přesunuté lidi a obnovuje chrámy a útočiště po celé Mezopotámii. Text končí popisem Kýrových prací na opravě babylonských zdí, v nichž našel podobný popis dřívějších babylonských králů.
Asyro-britský archeolog Hormuzd Rassam objevil válec během vykopávek prováděných pro Britské muzeum. Byl nalezen v Mardukově chrámu Esagila. Podle Britského muzea odráží válec dlouhou tradici Mezopotámie, kde králové již od třetího tisíciletí př. n. l. začínali svou vládu deklarací reforem. Kýrova deklarace ukazuje, jak usiloval o získání loajality svých nových babylonských poddaných zdůrazňováním své legitimity v pozici krále a ukazuje jeho respekt k náboženským a politickým tradicím Babylonie. Všeobecně je vnímán jako nástroj starověké mezopotámské propagandy, který byl pravděpodobně vytvořen babylonskými Mardukovými kněžími, pracujícími na Kýrův příkaz.
Tradice královské propagandy symbolizovaná Kýrovým ediktem byla oživena koncem 60. let 20. století, když jej poslední íránský šáh označil za „první listinu lidských práv na světě“. Tento výklad však byl mnohými historiky zpochybněn a označen jako anachronický a tendenční. Kýrův válec se nicméně stal klíčovým symbolem šáhovy politické ideologie a stal se tak součástí íránské kulturní identity. Je rovněž spojován s repatriací Židů po jejich babylonském zajetí, což je skutek, který biblická kniha Ezdráš připisuje právě Kýrovi. Pasáž zmiňující repatriace přesunutých lidí byla všeobecně interpretována jako důkaz Kýrovy politiky, na jejímž základě byl Židům umožněn návrat domů, ačkoliv Židy, Jeruzalém ani Judeu explicitně nezmiňuje.